# Michail Georgijewitsch Perwuchin

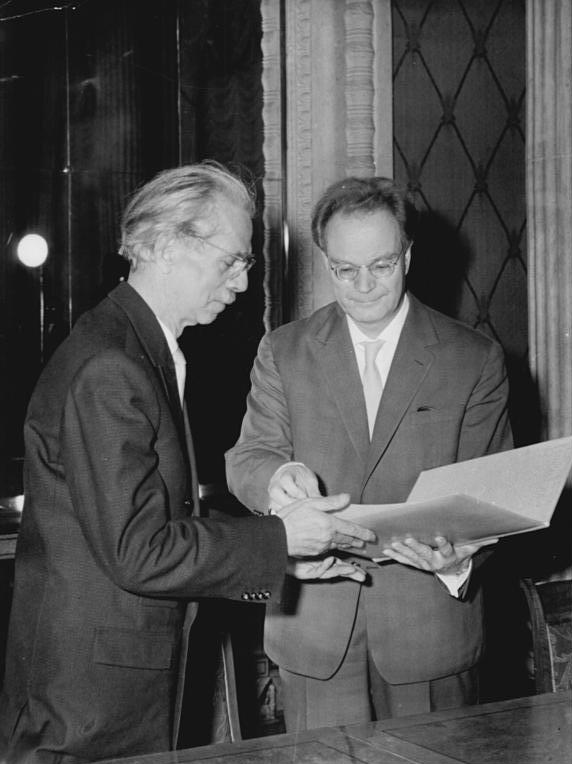
Otto Nagel (links) und M. G. Perwuchin (1960)

Michail Georgijewitsch Perwuchin (russisch Михаил Георгиевич Первухин, wiss. Transliteration Michail Georgievič Pervuchin; * 1. Oktoberjul. / 14. Oktober 1904greg. im Dorf Jurjusan, im Bezirk Slatoust, Gouvernement Ufa; † 22. Juli 1978 in Moskau) war ein sowjetischer Politiker.

## Biografie

### Ausbildung, politischer Anfang
Perwuchin besuchte die Schule in Slatoust und war Mitglied des Komsomols. Er war ab 1919 Mitglied der Kommunistischen Partei Russlands und trat hier erstmals als Mitglied der Kommission zur Nationalisierung des Vermögens der Bourgeoisie in Erscheinung. Im Herbst 1920 nahm er an der Unterdrückung eines Bauernaufstandes teil. Ab Januar 1921 leitete er die örtliche Zeitung Proletarischer Gedanke, ab Oktober 1921 war er Leiter der Politaufklärung und Mitglied der Leitung des örtlichen Komsomol. Dann wechselte er nach Moskau, wo er 1929 am Institut für Volkswirtschaft sein Diplom machte. Es folgten leitende Posten in der Sowjetindustrie, 1937 wechselte er ins Volkskommissariat der Schwerindustrie.

### Aufstieg
Perwuchin begann 1938 die Aufmerksamkeit auf sich zu ziehen, als er zum stellvertretenden Volkskommissar (= Minister) für Schwerindustrie im Kabinett Molotow ernannt wurde. 1939 wurde er Mitglied im Zentralkomitee (ZK) der WKP (B) und zugleich Volkskommissar für Kraftwerke und Elektroindustrie. Bereits zur Zeit des Zweiten Weltkriegs war er einer der Stellvertretenden Vorsitzenden des Rats der Volkskommissare (Bezeichnung ab 1946: Ministerrat) unter Stalin. Von 1940 bis 1943 leitete er den Rat für Elektrizität und Brennstoff. Von 1943 bis 1950 war er Volkskommissar bzw. Minister für die chemische Industrie.
Von 1952 bis 1957 war er schließlich Vollmitglied im höchsten politischen Gremium des Landes, dem Politbüro der Kommunistischen Partei der Sowjetunion (Bezeichnung von 1952 bis 1966: Präsidium). 1953 blieb er im Kabinett Malenkow Stellvertretender Ministerpräsident und 1955 im Zusammenhang mit dem Sturz von Malenkow im Kabinett Bulganin Erster Stellvertretender Ministerpräsident. In der Regierung war er zunächst als Minister zuständig für den Komplex Kraftwerke, Elektroindustrie und Brennstoffindustrie, von 1957 bis 1958 für den „mittleren“ Maschinenbau. Ab 1956 erhielt er auch die Schlüsselposition als Leiter des Amtes für den Staatsplan (auch staatliche Wirtschaftskommission genannt, somit Aufseher aller Aufseher). Durch Chruschtschow erhielt damit der Staatsapparat einen deutlichen Machtzuwachs in der Partei.

### Abstieg

Grabstein Perwuchins auf dem Nowodewitschi-Friedhof in Moskau

Zusammen mit der Mehrheit (7 von 11) der Präsidiumsmitglieder Malenkow (nunmehr Energieminister), Molotow (Außenminister), Kaganowitsch (Stellv. Ministerpräsident), Bulganin (Ministerpräsident), Woroschilow (Präsident des Obersten Sowjets, also Staatspräsident) und Saburow (Minister für Maschinenbau) versuchte er 1957 den amtierenden Ersten Sekretär des Zentralkomitees der KPdSU Chruschtschow zu entmachten. Dieser berief jedoch eine Sondersitzung des Zentralkomitees ein – die Mitglieder wurden eiligst mit Hilfe von Marschall Schukow eingeflogen – und im Gegenzug wurden die meisten Chruschtschowgegner durch das ZK abgewählt. Perwuchin wurde zum Kandidaten des Präsidiums zurückgestuft. Auf dem XXI. Parteitag vom Januar 1959 wurden er und Saburow als „Dogmatiker“ von Chruschtschow erneut schwer kritisiert. 1961 verlor er sein Amt als Kandidat des Präsidiums. Danach war er nicht einmal mehr im ZK als Delegierter vertreten.
Von 1958 bis 1962 – also gerade während der Zeit des Mauerbaus in Berlin – war er Botschafter der UdSSR in der DDR und findet Erwähnung in dem historischen Briefwechsel zwischen Ulbricht und Chruschtschow vom Juni 1961. Am Ende seiner Karriere arbeitete er auf zweitrangigen Posten bei Gosplan.

## Ehrungen
- Der Leninorden wurde ihm fünf Mal verliehen.
- Held der Sozialistischen Arbeit
- Orden der Oktoberrevolution
- Orden des Roten Banners der Arbeit